# Dicranota currani
Dicranota (Dicranota) currani là một loài ruồi trong họ Pediciidae. Chúng phân bố ở vùng sinh thái Nearctic.